# 法国高速列车
法國高速列車（法語：Train à Grande Vitesse，意為「高速度列車」），通稱，是由阿爾斯通公司與法國國家鐵路公司設計建造、並由後者負責營運的高速鐵路系統。1981年，TGV在巴黎與里昂之間開通，如今已形成以巴黎為中心、輻射法國各城市及周邊國家的鐵路網路。2007年4月3日，TGV以574.8公里的時速創造了輪軌列車的最快紀錄。“TGV”是法鐵的註冊商標。
TGV最初的成功，促進了鐵路路網的擴張，多條新路線在法國南部、西部和東北部建成。隨著TGV的成功，法國的鄰國例如比利時、義大利、西班牙和德國也紛紛效仿，分別建立起了各自的高速鐵路系統。搭乘TGV可以從法國通往所有鄰國。
TGV普通列車的商業運行速度可以達到每小時320公里，經過特殊改造的列車在測試中速度更是高達每小時574.8公里，創下全球鋼軌鐵路列車的最快紀錄。一般行駛時速則為每小時250公里。

## 歷史

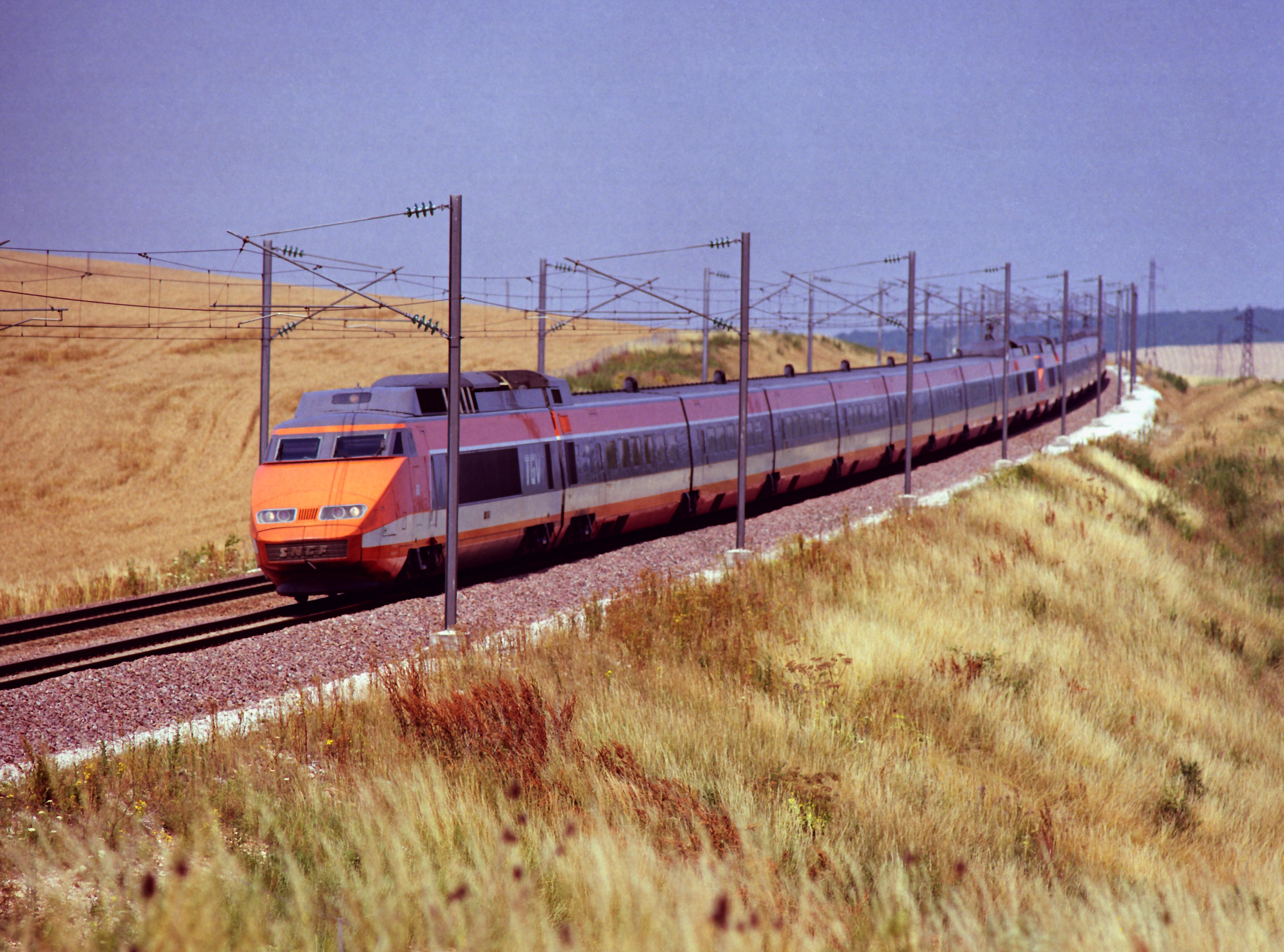
1981年的橘色塗裝

法國高速鐵路的建造設想始於1960年代，之前日本新幹線已經於1959年動工。當時法國政府熱衷於採用氣墊列車或磁懸浮列車，而法鐵則開始研究基於傳統軌道的高速列車。
在最初的計畫中，TGV將由燃氣渦輪-電力機車牽引。但最終燃氣渦輪發動機因體積小、單位功率高且能長時間提供高功率牽引力而被採用。第一款原型機車TGV 001是TGV中唯一採用這種引擎的機車。但隨著1973年能源危機爆發，石油價格高漲，燃氣渦輪發動機因此被棄用。TGV轉而使用電力機車，電力透過架空輸電線路從法國新建的核電廠輸送而來。
TGV001被用於測試高速刹車、高速空氣動力學和信號系統。TGV001採用鉸接技術，即兩輛車廂之間共用一個轉向架，兩輛車廂可以相對自由運動。TGV001時速可達318公里，是非電力牽引火車的最高時速保持者。TGV001的外觀和內飾由法國出生的設計師雅克·庫珀設計，後來成為所有TGV列車的設計基礎，包括與眾不同的機車車鼻。
TGV列車改用電力牽引後，原先的設計也隨之進行了巨大的調整。第一款電力牽引原型機車於1974年完成，被稱為“澤比靈斯（Zébulon）”。澤比靈斯進行了集電弓、懸掛和刹車等測試，共運行了約1,000,000公里。
在兩列量產前的列車經過充分的測試和修改後，第一列正式生產的TGV列車於1980年4月25日交貨。1981年9月27日，運行于巴黎與里昂之間東南高速鐵路的TGV系統正式向公眾開放。TGV最初的目標客戶是往來于兩座城市之間的商務人士，但不久之後目標市場以外的人們也越來越喜歡乘坐這種快捷、實用的交通工具。

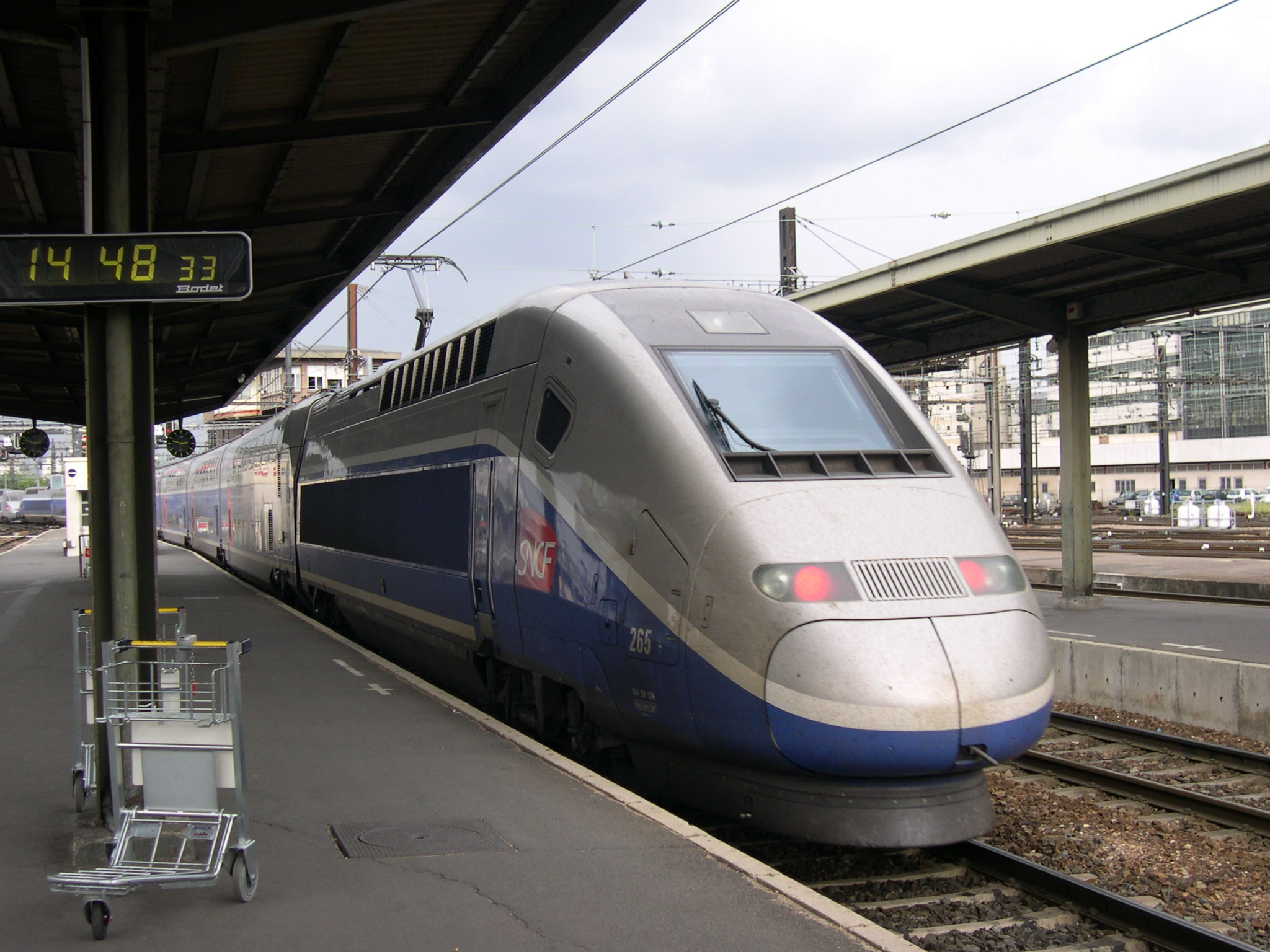
正在駛離巴黎里昂车站的TGV雙層列車

從那以後，越來越多的高速鐵路與列車在法國建成。歐洲之星於1994年投入營運，通過英法海底隧道將歐洲大陸與英國連接起來，行駛的是為適應隧道和英國鐵路而設計的TGV列車。歐洲之星在法國境內使用法國高速鐵路北線。英國並建設與TGV標準相同的鐵路以連接倫敦和隧道英國入口，已於2007年下半年竣工並於當年11月通車。1996年基於TGV技術的大力士高速列车也投入營運，穿越欧洲的四个国家：法国、比利时、德国、荷兰。
TGV列車組的煞車系統在動力車採用電氣煞車與踏面煞車系統，拖車則於車軸上設置煞車碟片並起壓縮空氣驅動之。TGV是日本新幹線之後的世界第二個實現商業運行之高速鐵路系統。
2005年，一列TGV從聖埃克塞佩里國際機場開往普羅旺斯大區艾克斯，平均時速263.3公里，創造了當時定班列車行駛時速的世界紀錄。2006年5月17日，一列歐洲之星搭載電影《達·文西密碼》的演員和製片人從倫敦出發開往戛納，行程1421公里，費時7小時25分，打破了此前由TGV於2001年5月26日創造的3小時29分和1067.2公里的高速鐵路不停站行程最長的紀錄。2003年11月28日，TGV迎來第10億位乘客。
| 年代     | 旅客人數（百萬人次） | 旅客人數（百萬人次） | 旅客人數（百萬人次） | 旅客人數（百萬人次） | 旅客人數（百萬人次） | 旅客人數（百萬人次） | 旅客人數（百萬人次） | 旅客人數（百萬人次） | 旅客人數（百萬人次） | 旅客人數（百萬人次） |
| 1980年代 | 1980                 | 1981                 | 1982                 | 1983                 | 1984                 | 1985                 | 1986                 | 1987                 | 1988                 | 1989                 |
| -------- | -------------------- | -------------------- | -------------------- | -------------------- | -------------------- | -------------------- | -------------------- | -------------------- | -------------------- | -------------------- |
| 1980年代 |                      | 1.3                  |                      | 9.2                  | 13.8                 | 15.4                 | 15.8                 | 17.0                 | 18.3                 | 20.7                 |
| 1990年代 | 1990                 | 1991                 | 1992                 | 1993                 | 1994                 | 1995                 | 1996                 | 1997                 | 1998                 | 1999                 |
| 1990年代 | 29.9                 | 37.0                 | 39.3                 | 40.1                 | 43.9                 | 46.6                 | 55.9                 | 62.7                 | 68.9                 | 74.3                 |
| 2000年代 | 2000                 | 2001                 | 2002                 | 2003                 | 2004                 | 2005                 | 2006                 | 2007                 | 2008                 | 2009                 |
| 2000年代 | 79.7                 | 83.5                 | 87.9                 | 86.7                 | 90.9                 | 93.5                 | 96.9                 | 104.0                | 114.0                | 111.0                |

1. ↑  Y compris Thalys, Eurostar et affrétés. Les voyageurs-kilomètres parcourus dans le tunnel sous la Manche, non pris en compte antérieurement, sont inclus pour moitié depuis 2000.
2. ↑  La relation Lyon-Italie, incluse dans les TGV jusqu'au 14 décembre 2002, est reprise ensuite dans "autres trains de grandes lignes".

## 路線

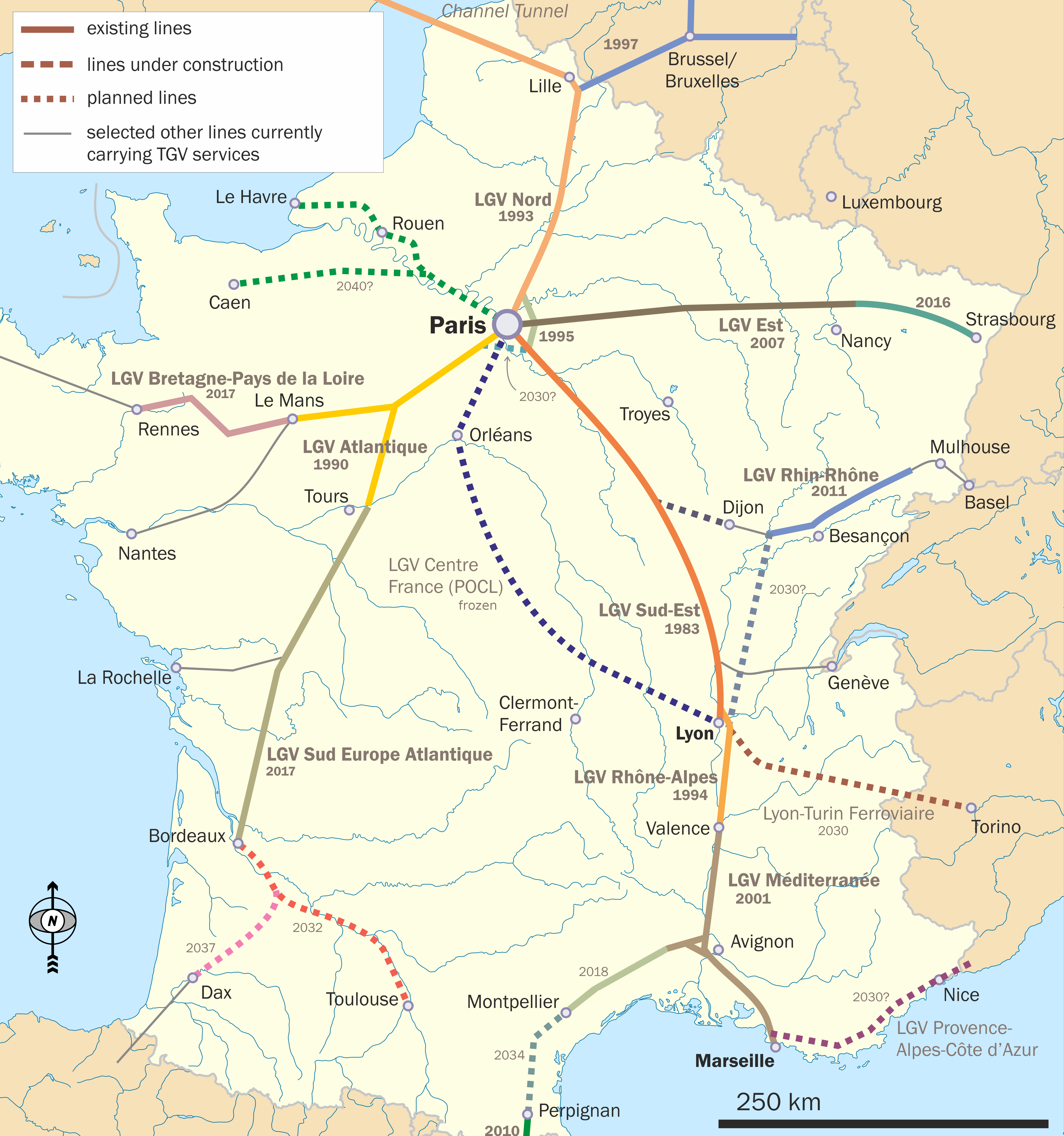
TGV路線圖

### 營運中路線
| 论 编                         |                                       |          |           |                     |                          |
| 路線                          | 連接城市/車站                         | 開通年分 | 長度 (km) | 最高運營速度        | 運營列車                 |
| 北部走廊                      |                                       |          |           |                     |                          |
| 北部高速铁路                  | 巴黎北站 - 里爾歐洲站 - 加来-弗雷坦站 | 1993     | 333       | 300 km/h（186 mph） |                          |
| 比利時1號高速鐵路             | 北線 (往加來或倫敦) - 布魯塞爾南站    | 1997     | 88        | 300 km/h（186 mph） | 歐洲之星、大力士高速列车 |
| 西南走廊                      |                                       |          |           |                     |                          |
| 大西洋高速铁路                | 巴黎蒙帕纳斯站 - 勒芒 / 图尔          | 1989     | 284       | 300 km/h（186 mph） |                          |
| 南部-大西洋欧洲高速铁路       | 图尔 - 波尔多                         | 2017     | 340       | 320 km/h（199 mph） |                          |
| 布列塔尼-卢瓦尔河地区高速铁路 | 勒芒 - 雷恩                           | 2017     | 214       | 320 km/h（199 mph） |                          |
| 東南走廊                      |                                       |          |           |                     |                          |
| 东南高速铁路                  | 巴黎 - 里昂                           | 1981     | 409       | 300 km/h（186 mph） |                          |
| 莱茵河-罗讷河高速铁路         | 第戎 - 米卢斯                         | 2011     | 140       | 320 km/h（199 mph） | Velaro D                 |
| 罗讷-阿尔卑斯高速铁路         | 里昂 - 瓦朗斯TGV站                    | 1992     | 115       | 300 km/h（186 mph） |                          |
| 地中海高速铁路                | 瓦朗斯TGV站 - 马赛 / 尼姆             | 2001     | 244       | 320 km/h（199 mph） |                          |
| 尼姆—蒙彼利埃繞道             | 尼姆 - 蒙彼利埃                       | 2018     | 80        | 320 km/h（199 mph） |                          |
| 佩皮尼昂—菲格拉斯高速铁路     | 佩皮尼昂 - 菲格拉斯                   | 2010     | 44.4      | 320 km/h（199 mph） | AVE Serie 100            |
| 東部走廊                      |                                       |          |           |                     |                          |
| 东部高速铁路                  | 巴黎 - 洛林TGV站                      | 2007     | 406       | 320 km/h（199 mph） | Velaro D、ICE-3列車      |
| 东部高速铁路                  | 洛林TGV站 - 斯特拉斯堡                | 2016     | 406       | 320 km/h（199 mph） | Velaro D、ICE-3列車      |
| 其他                          |                                       |          |           |                     |                          |
| 东部互联高速铁路              |                                       | 1994     | 90        | 300 km/h（186 mph） |                          |

### 建設中路線
- 杜林－里昂高速鐵路

### 計畫中路線
- 皮卡第線（英语：LGV Picardie）
- 萊茵河-羅訥河線第二期
- 普羅旺斯－阿爾卑斯－蔚藍海岸線（英语：LGV Provence-Alpes-Côte d'Azur）
- 蒙彼利埃－佩皮尼昂線（英语：LGV Montpellier–Perpignan）
- 波爾多－土魯斯線（英语：LGV Bordeaux–Toulouse）
- 波爾多－西班牙高速鐵路（法语：LGV Bordeaux - Espagne）

## 行駛速度

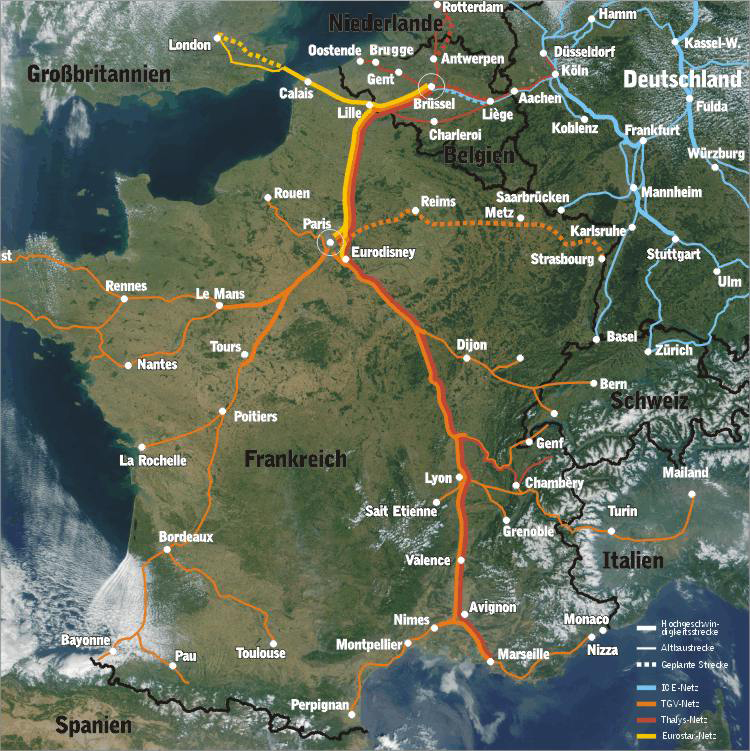
TGV在法國及其周邊國家行駛路線；其中藍色線為德國ICE列車，黃色線為歐洲之星

TGV列車是全球最快的高速列車之一，其商業營運的最高速度為每小時320公里（TGV-R、TGV-D與TGV-POS），最高試驗速度則可達到每小時574公里。該紀錄由TGV特製的“V150”改裝列車在2007年4月3日的試驗時創下，雖然未能超越日本JR磁懸浮列車創下的陸上交通工具世界紀錄（每小時603公里），但在輪軌列車上仍是「全球第一速」。
TGV列車在法國高速鐵路線上的最高運營速度為300至320公里每小時，從巴黎到里昂用時2小時，而巴黎至法國第二大城馬賽的行車時間約為3小時。

## 車輛

### 退役車輛
第一代列車
- 法國國鐵TGV Sud-Est列車
  - 法國國鐵TGV La Poste列車：高速貨運和郵件運輸專用列車組。

### 現有車輛
第二代列車
- 法國國鐵TGV Atlantique列車
- 法國國鐵TGV Réseau列車

第三代列車
- 法國國鐵TGV Duplex列車
- 法國國鐵TGV POS列車
- 法國國鐵Euroduplex列車（英语：Euroduplex）

### 未來車輛
AGV是阿爾斯通針對單層高鐵最新推出的高鐵車輛，採用動力分散式設計，設備分散於列車底部且自帶動力，能減少30%的電力消耗，卻能增加更加多的乘客，與日本的新幹線及德國的ICE-3（Velaro）類似以期獲得較多的室內空間，但仍採用關節式轉向架，然而SNCF並未採購任何AGV車輛。
SNCF預計引進的新列車是法國國鐵TGV M列車，為動力集中式列車，具有雙層車廂，最高時速為350km/h ，首批列车计划于2024年投入运营。